# Toni Greis
Toni Greis (* 30. August 1973 in Braunschweig) ist ein deutscher Comiczeichner und Illustrator.

## Leben
Nach ersten Veröffentlichungen im Comicmagazin Menschenblut bekam Greis 2000 im Comicverlag Schwarzer Turm die Chance, mit Alraune eine eigene, achtbändige Erotikreihe zu zeichnen. Die von Rochus „Robi“ Hahn geschriebene Comicserie wurde ein Erfolg und erschien nach 2004 auch in sechs weiteren Sprachen. In den Vereinigten Staaten wurde sie von Eros Comix verlegt.
Neben einem erotischen Portfolio zu Alraune arbeitete Greis auch an mehreren farbigen Beiträgen für das Erotikmagazin Artcore sowie den Verlag EEE, das amerikanische Kultmagazin Heavy Metal und die Comicreihe Horst von Jürgen „Geier“ Speh.
Zwischen 2006 und 2012 entstand die vierbände Phantastikreihe Luna, für die Greis 2007 mit dem ICOM Independent-Comic-Preis in der Kategorie Herausragendes Artwork ausgezeichnet wurde.
Greis lebt und arbeitet in seiner Heimatstadt, dem niedersächsischen Braunschweig.

## Werke
- Alraune, Schwarzer Turm (8 Bände, Skript: Rochus Hahn)
- Luna, Schwarzer Turm (3 Bände, Skript: Rochus Hahn)[2]
- Hundeleben bei Spiegel Online

### Xenos ’94
- Fremde brauchen Freunde

### Menschenblut
- Negerblut (Skript: T. Mönnich)
- Kleine Sünden
- Der Wolf im Pferdestall

### EEE
- Die Galgenmutter (Skript: Josef Rother)
- Little Orphan Dinner (Skript: Bela B.)

### Heavy Metal
- The Murderer’s Mother (Skript: Josef Rother)
- Wolf Trap (Skript: Josef Rother)